# Heineken Cup 2010/11
Der Heineken Cup 2010/11 war die 16. Ausgabe des Heineken Cup (Vorgänger des European Rugby Champions Cup), dem wichtigsten europäischen Pokalwettbewerb im Rugby Union. Es waren 24 Mannschaften aus sechs Ländern beteiligt. Der Wettbewerb begann am 8. Oktober 2010, das Finale fand am 21. Mai 2011 im Millennium Stadium in Cardiff statt. Titelverteidiger war Stade Toulousain aus Frankreich, den Pokal gewann das irische Team Leinster Rugby.

## Modus
Die Teilnehmer wurden am 8. Juni 2010 in sechs Gruppen mit je vier Mannschaften eingeteilt. Die Setzreihenfolge basierte auf den Ergebnissen der einzelnen Vereine in den vorangegangenen Jahren. Jede Mannschaft spielte je ein Heim- und ein Auswärtsspiel gegen die drei Gruppengegner. In der Gruppenphase erhielten die Mannschaften:
- vier Punkte für einen Sieg
- zwei Punkte für ein Unentschieden
- einen Bonuspunkt bei vier oder mehr Versuchen
- einen Bonuspunkt bei einer Niederlage mit sieben oder weniger Punkten Differenz

Für das Viertelfinale qualifizierten sich die sechs Gruppensieger (nach Anzahl gewonnener Punkte auf den Plätzen 1–6 klassiert) und die zwei besten Gruppenzweiten (auf den Plätzen 7–8 klassiert). Mannschaften auf den Plätzen 1–4 hatten im Viertelfinale Heimrecht. Es spielten der Erste gegen den Achten, der Zweite gegen den Siebten, der Dritte gegen den Sechsten und der Vierte gegen den Fünften. Drei der vier übrig gebliebenen Gruppenzweiten qualifizierten sich für das Viertelfinale im European Challenge Cup 2010/11.

## Gruppenphase

### Gruppe 1
|    | Team               | Spiele | Siege | Unent. | Ndlg. | Spiel- punkte | Diff. | Bonus- punkte | Tabellen- punkte |
| -- | ------------------ | ------ | ----- | ------ | ----- | ------------- | ----- | ------------- | ---------------- |
| 1. | Northampton Saints | 6      | 6     | 0      | 0     | 155:87        | + 68  | 1             | 25               |
| 2. | Cardiff Blues      | 6      | 3     | 0      | 3     | 107:113       | − 6   | 2             | 14               |
| 3. | Castres Olympique  | 6      | 2     | 0      | 4     | 105:115       | − 10  | 3             | 11               |
| 4. | Edinburgh Rugby    | 6      | 1     | 0      | 5     | 98:150        | − 52  | 4             | 8                |

| 8. Oktober 2010 20:00 WESZ | Northampton Saints | 18 : 14 | Castres Olympique | Franklin’s Gardens, Northampton Zuschauer: 12.835 |
| 8. Oktober 2010 20:00 WESZ | Bericht            |         |                   | Franklin’s Gardens, Northampton Zuschauer: 12.835 |

| 9. Oktober 2010 17:45 WESZ | Cardiff Blues | 18 : 17 | Edinburgh Rugby | Cardiff City Stadium, Cardiff Zuschauer: 10.521 |
| 9. Oktober 2010 17:45 WESZ | Bericht       |         |                 | Cardiff City Stadium, Cardiff Zuschauer: 10.521 |

| 15. Oktober 2010 21:00 MESZ | Castres Olympique | 27 : 20 | Cardiff Blues | Stade Pierre-Antoine, Castres Zuschauer: 8.000 |
| 15. Oktober 2010 21:00 MESZ | Bericht           |         |               | Stade Pierre-Antoine, Castres Zuschauer: 8.000 |

| 16. Oktober 2010 13:00 WESZ | Edinburgh Rugby | 27 : 31 | Northampton Saints | Murrayfield Stadium, Edinburgh Zuschauer: 4.905 |
| 16. Oktober 2010 13:00 WESZ | Bericht         |         |                    | Murrayfield Stadium, Edinburgh Zuschauer: 4.905 |

| 11. Dezember 2010 18:45 MEZ | Castres Olympique | 21 : 16 | Edinburgh Rugby | Stade Pierre-Antoine, Castres Zuschauer: 7.570 |
| 11. Dezember 2010 18:45 MEZ | Bericht           |         |                 | Stade Pierre-Antoine, Castres Zuschauer: 7.570 |

| 11. Dezember 2010 17:45 WEZ | Northampton Saints | 23 : 15 | Cardiff Blues | Franklin’s Gardens, Northampton Zuschauer: 13.499 |
| 11. Dezember 2010 17:45 WEZ | Bericht            |         |               | Franklin’s Gardens, Northampton Zuschauer: 13.499 |

| 19. Dezember 2010 15:00 WEZ | Cardiff Blues | 19 : 23 | Northampton Saints | Cardiff City Stadium, Cardiff Zuschauer: 7.124 |
| 19. Dezember 2010 15:00 WEZ | Bericht       |         |                    | Cardiff City Stadium, Cardiff Zuschauer: 7.124 |

| 20. Dezember 2010 14:00 WEZ | Edinburgh Rugby | 24 : 22 | Castres Olympique | Murrayfield Stadium, Edinburgh Zuschauer: 0 |
| 20. Dezember 2010 14:00 WEZ | Bericht         |         |                   | Murrayfield Stadium, Edinburgh Zuschauer: 0 |

Das Spiel hätte ursprünglich am 19. Dezember stattfinden sollen, musste aber aufgrund heftigen Schneefalls um einen Tag verschoben werden. Es fand vor leeren Rängen statt, da aus Sicherheitsgründen keine Zuschauer ins Stadion gelassen wurden.
| 14. Januar 2011 19:30 WEZ | Cardiff Blues | 14 : 9 | Castres Olympique | Cardiff City Stadium, Cardiff Zuschauer: 7.024 |
| 14. Januar 2011 19:30 WEZ | Bericht       |        |                   | Cardiff City Stadium, Cardiff Zuschauer: 7.024 |

| 14. Januar 2011 20:00 WEZ | Northampton Saints | 37 : 0 | Edinburgh Rugby | Franklin’s Gardens, Northampton Zuschauer: 13.165 |
| 14. Januar 2011 20:00 WEZ | Bericht            |        |                 | Franklin’s Gardens, Northampton Zuschauer: 13.165 |

| 22. Januar 2011 18:45 MEZ | Castres Olympique | 12 : 23 | Northampton Saints | Stade Pierre-Antoine, Castres Zuschauer: 5.025 |
| 22. Januar 2011 18:45 MEZ | Bericht           |         |                    | Stade Pierre-Antoine, Castres Zuschauer: 5.025 |

| 22. Januar 2011 17:45 WEZ | Edinburgh Rugby | 14 : 21 | Cardiff Blues | Murrayfield Stadium, Edinburgh Zuschauer: 2.379 |
| 22. Januar 2011 17:45 WEZ | Bericht         |         |               | Murrayfield Stadium, Edinburgh Zuschauer: 2.379 |

### Gruppe 2
|    | Team                  | Spiele | Siege | Unent. | Ndlg. | Spiel- punkte | Diff. | Bonus- punkte | Tabellen- punkte |
| -- | --------------------- | ------ | ----- | ------ | ----- | ------------- | ----- | ------------- | ---------------- |
| 1. | Leinster Rugby        | 6      | 5     | 0      | 1     | 179:104       | + 75  | 4             | 24               |
| 2. | ASM Clermont Auvergne | 6      | 4     | 0      | 2     | 114:94        | + 20  | 3             | 19               |
| 3. | Racing Métro 92       | 6      | 2     | 0      | 4     | 104:151       | − 47  | 1             | 9                |
| 4. | Saracens              | 6      | 1     | 0      | 5     | 107:155       | − 48  | 2             | 6                |

| 9. Oktober 2010 13:30 WESZ | Leinster Rugby | 38 : 22 | Racing Métro 92 | RDS Arena, Dublin Zuschauer: 17.936 |
| 9. Oktober 2010 13:30 WESZ | Bericht        |         |                 | RDS Arena, Dublin Zuschauer: 17.936 |

| 9. Oktober 2010 16:30 MESZ | ASM Clermont Auvergne | 25 : 10 | Saracens | Stade Marcel-Michelin, Clermont-Ferrand Zuschauer: 16.007 |
| 9. Oktober 2010 16:30 MESZ | Bericht               |         |          | Stade Marcel-Michelin, Clermont-Ferrand Zuschauer: 16.007 |

| 16. Oktober 2010 14:30 MESZ | Racing Métro 92 | 16 : 9 | ASM Clermont Auvergne | Stade Olympique Yves-du-Manoir, Colombes Zuschauer: 10.512 |
| 16. Oktober 2010 14:30 MESZ | Bericht         |        |                       | Stade Olympique Yves-du-Manoir, Colombes Zuschauer: 10.512 |

| 16. Oktober 2010 17:45 WESZ | Saracens | 23 : 25 | Leinster Rugby | Wembley-Stadion, London Zuschauer: 45.892 |
| 16. Oktober 2010 17:45 WESZ | Bericht  |         |                | Wembley-Stadion, London Zuschauer: 45.892 |

| 11. Dezember 2010 15:30 WEZ | Saracens | 21 : 24 | Racing Métro 92 | Vicarage Road, Watford Zuschauer: 6.064 |
| 11. Dezember 2010 15:30 WEZ | Bericht  |         |                 | Vicarage Road, Watford Zuschauer: 6.064 |

| 12. Dezember 2010 16:00 MEZ | ASM Clermont Auvergne | 20 : 13 | Leinster Rugby | Stade Marcel-Michelin, Clermont-Ferrand Zuschauer: 16.106 |
| 12. Dezember 2010 16:00 MEZ | Bericht               |         |                | Stade Marcel-Michelin, Clermont-Ferrand Zuschauer: 16.106 |

| 17. Dezember 2010 21:00 MEZ | Racing Métro 92 | 14 : 19 | Saracens | Stade Olympique Yves-du-Manoir, Colombes Zuschauer: 8.405 |
| 17. Dezember 2010 21:00 MEZ | Bericht         |         |          | Stade Olympique Yves-du-Manoir, Colombes Zuschauer: 8.405 |

| 18. Dezember 2010 17:45 WEZ | Leinster Rugby | 24 : 8 | ASM Clermont Auvergne | Aviva Stadium, Dublin Zuschauer: 44.873 |
| 18. Dezember 2010 17:45 WEZ | Bericht        |        |                       | Aviva Stadium, Dublin Zuschauer: 44.873 |

| 14. Januar 2011 21:00 MEZ | ASM Clermont Auvergne | 28 : 17 | Racing Métro 92 | Stade Marcel-Michelin, Clermont-Ferrand Zuschauer: 15.263 |
| 14. Januar 2011 21:00 MEZ | Bericht               |         |                 | Stade Marcel-Michelin, Clermont-Ferrand Zuschauer: 15.263 |

| 15. Januar 2011 13:30 WEZ | Leinster Rugby | 43 : 20 | Saracens | RDS Arena, Dublin Zuschauer: 18.500 |
| 15. Januar 2011 13:30 WEZ | Bericht        |         |          | RDS Arena, Dublin Zuschauer: 18.500 |

| 21. Januar 2011 21:00 MEZ | Racing Métro 92 | 11 : 36 | Leinster Rugby | Stade Olympique Yves-du-Manoir, Colombes Zuschauer: 8.326 |
| 21. Januar 2011 21:00 MEZ | Bericht         |         |                | Stade Olympique Yves-du-Manoir, Colombes Zuschauer: 8.326 |

| 21. Januar 2011 20:00 WEZ | Saracens | 14 : 24 | ASM Clermont Auvergne | Vicarage Road, Watford Zuschauer: 5.812 |
| 21. Januar 2011 20:00 WEZ | Bericht  |         |                       | Vicarage Road, Watford Zuschauer: 5.812 |

### Gruppe 3
|    | Team          | Spiele | Siege | Unent. | Ndlg. | Spiel- punkte | Diff. | Bonus- punkte | Tabellen- punkte |
| -- | ------------- | ------ | ----- | ------ | ----- | ------------- | ----- | ------------- | ---------------- |
| 1. | RC Toulon     | 6      | 4     | 0      | 2     | 143:134       | + 9   | 1             | 17               |
| 2. | Munster Rugby | 6      | 3     | 0      | 3     | 143:122       | + 21  | 4             | 16               |
| 3. | Ospreys       | 6      | 3     | 0      | 3     | 117:113       | + 4   | 2             | 14               |
| 4. | London Irish  | 6      | 2     | 0      | 4     | 107:141       | − 34  | 1             | 9                |

| 9. Oktober 2010 14:30 MESZ | RC Toulon | 19 : 14 | Ospreys | Stade Mayol, Toulon Zuschauer: 13.000 |
| 9. Oktober 2010 14:30 MESZ | Bericht   |         |         | Stade Mayol, Toulon Zuschauer: 13.000 |

| 9. Oktober 2010 17:45 WESZ | London Irish | 23 : 17 | Munster Rugby | Madejski Stadium, Reading Zuschauer: 20.188 |
| 9. Oktober 2010 17:45 WESZ | Bericht      |         |               | Madejski Stadium, Reading Zuschauer: 20.188 |

| 15. Oktober 2010 20:00 WESZ | Ospreys | 27 : 16 | London Irish | Liberty Stadium, Swansea Zuschauer: 12.437 |
| 15. Oktober 2010 20:00 WESZ | Bericht |         |              | Liberty Stadium, Swansea Zuschauer: 12.437 |

| 16. Oktober 2010 15:30 WESZ | Munster Rugby | 45 : 18 | RC Toulon | Thomond Park, Limerick Zuschauer: 26.000 |
| 16. Oktober 2010 15:30 WESZ | Bericht       |         |           | Thomond Park, Limerick Zuschauer: 26.000 |

| 12. Dezember 2010 13:00 WEZ | Munster Rugby | 22 : 16 | Ospreys | Thomond Park, Limerick Zuschauer: 26.000 |
| 12. Dezember 2010 13:00 WEZ | Bericht       |         |         | Thomond Park, Limerick Zuschauer: 26.000 |

| 12. Dezember 2010 15:00 WEZ | London Irish | 13 : 19 | RC Toulon | Madejski Stadium, Reading Zuschauer: 12.240 |
| 12. Dezember 2010 15:00 WEZ | Bericht      |         |           | Madejski Stadium, Reading Zuschauer: 12.240 |

| 18. Dezember 2010 15:30 WEZ | Ospreys | 19 : 15 | Munster Rugby | Liberty Stadium, Swansea Zuschauer: 12.189 |
| 18. Dezember 2010 15:30 WEZ | Bericht |         |               | Liberty Stadium, Swansea Zuschauer: 12.189 |

| 18. Dezember 2010 16:30 MEZ | RC Toulon | 38 : 17 | London Irish | Stade Mayol, Toulon Zuschauer: 11.525 |
| 18. Dezember 2010 16:30 MEZ | Bericht   |         |              | Stade Mayol, Toulon Zuschauer: 11.525 |

| 16. Januar 2011 15:00 WEZ | London Irish | 24 : 12 | Ospreys | Madejski Stadium, Reading Zuschauer: 12.116 |
| 16. Januar 2011 15:00 WEZ | Bericht      |         |         | Madejski Stadium, Reading Zuschauer: 12.116 |

| 16. Januar 2011 16:00 MEZ | RC Toulon | 32 : 16 | Munster Rugby | Stade Mayol, Toulon Zuschauer: 13.900 |
| 16. Januar 2011 16:00 MEZ | Bericht   |         |               | Stade Mayol, Toulon Zuschauer: 13.900 |

| 22. Januar 2011 15:30 WEZ | Munster Rugby | 28 : 14 | London Irish | Thomond Park, Limerick Zuschauer: 26.000 |
| 22. Januar 2011 15:30 WEZ | Bericht       |         |              | Thomond Park, Limerick Zuschauer: 26.000 |

| 22. Januar 2011 15:30 WEZ | Ospreys | 29 : 17 | RC Toulon | Liberty Stadium, Swansea Zuschauer: 10.192 |
| 22. Januar 2011 15:30 WEZ | Bericht |         |           | Liberty Stadium, Swansea Zuschauer: 10.192 |

### Gruppe 4
|    | Team               | Spiele | Siege | Unent. | Ndlg. | Spiel- punkte | Diff. | Bonus- punkte | Tabellen- punkte |
| -- | ------------------ | ------ | ----- | ------ | ----- | ------------- | ----- | ------------- | ---------------- |
| 1. | Biarritz Olympique | 6      | 4     | 0      | 2     | 140:86        | + 54  | 6             | 22               |
| 2. | Ulster Rugby       | 6      | 5     | 0      | 1     | 145:93        | + 52  | 2             | 22               |
| 3. | Bath Rugby         | 6      | 2     | 0      | 4     | 147:108       | + 39  | 6             | 14               |
| 4. | Aironi             | 6      | 1     | 0      | 5     | 65:211        | − 146 | 0             | 4                |

| 8. Oktober 2010 19:30 WESZ | Ulster Rugby | 30 : 6 | Aironi | Ravenhill Stadium, Belfast Zuschauer: 7.777 |
| 8. Oktober 2010 19:30 WESZ | Bericht      |        |        | Ravenhill Stadium, Belfast Zuschauer: 7.777 |

| 10. Oktober 2010 13:00 WESZ | Bath Rugby | 11 : 12 | Biarritz Olympique | Recreation Ground, Bath Zuschauer: 11.631 |
| 10. Oktober 2010 13:00 WESZ | Bericht    |         |                    | Recreation Ground, Bath Zuschauer: 11.631 |

| 16. Oktober 2010 14:30 MESZ | Aironi  | 6 : 22 | Bath Rugby | Stadio Luigi Zaffanella, Viadana Zuschauer: 4.000 |
| 16. Oktober 2010 14:30 MESZ | Bericht |        |            | Stadio Luigi Zaffanella, Viadana Zuschauer: 4.000 |

| 17. Oktober 2010 16:00 MESZ | Biarritz Olympique | 35 : 13 | Ulster Rugby | Parc des Sports d’Aguiléra, Biarritz Zuschauer: 4.000 |
| 17. Oktober 2010 16:00 MESZ | Bericht            |         |              | Parc des Sports d’Aguiléra, Biarritz Zuschauer: 4.000 |

| 11. Dezember 2010 13:30 WEZ | Ulster Rugby | 22 : 18 | Bath Rugby | Ravenhill Stadium, Belfast Zuschauer: 8.247 |
| 11. Dezember 2010 13:30 WEZ | Bericht      |         |            | Ravenhill Stadium, Belfast Zuschauer: 8.247 |

| 11. Dezember 2010 14:30 MEZ | Aironi  | 28 : 27 | Biarritz Olympique | Stadio Luigi Zaffanella, Viadana Zuschauer: 3.000 |
| 11. Dezember 2010 14:30 MEZ | Bericht |         |                    | Stadio Luigi Zaffanella, Viadana Zuschauer: 3.000 |

| 17. Dezember 2010 19:00 MEZ | Biarritz Olympique | 34 : 3 | Aironi | Parc des Sports d’Aguiléra, Biarritz Zuschauer: 6.816 |
| 17. Dezember 2010 19:00 MEZ | Bericht            |        |        | Parc des Sports d’Aguiléra, Biarritz Zuschauer: 6.816 |

| 18. Dezember 2010 13:30 WEZ | Bath Rugby | 22 : 26 | Ulster Rugby | Recreation Ground, Bath Zuschauer: 11.900 |
| 18. Dezember 2010 13:30 WEZ | Bericht    |         |              | Recreation Ground, Bath Zuschauer: 11.900 |

| 15. Januar 2011 14:30 WEZ | Bath Rugby | 55 : 16 | Aironi | Recreation Ground, Bath Zuschauer: 10.000 |
| 15. Januar 2011 14:30 WEZ | Bericht    |         |        | Recreation Ground, Bath Zuschauer: 10.000 |

| 15. Januar 2011 15:30 WEZ | Ulster Rugby | 9 : 6 | Biarritz Olympique | Ravenhill Stadium, Belfast Zuschauer: 10.566 |
| 15. Januar 2011 15:30 WEZ | Bericht      |       |                    | Ravenhill Stadium, Belfast Zuschauer: 10.566 |

| 22. Januar 2011 14:30 MEZ | Aironi  | 6 : 43 | Ulster Rugby | Stadio Luigi Zaffanella, Viadana Zuschauer: 3.000 |
| 22. Januar 2011 14:30 MEZ | Bericht |        |              | Stadio Luigi Zaffanella, Viadana Zuschauer: 3.000 |

| 22. Januar 2011 14:30 MEZ | Biarritz Olympique | 26 : 19 | Bath Rugby | Parc des Sports d’Aguiléra, Biarritz Zuschauer: 9.337 |
| 22. Januar 2011 14:30 MEZ | Bericht            |         |            | Parc des Sports d’Aguiléra, Biarritz Zuschauer: 9.337 |

### Gruppe 5
|    | Team                   | Spiele | Siege | Unent. | Ndlg. | Spiel- punkte | Diff. | Bonus- punkte | Tabellen- punkte |
| -- | ---------------------- | ------ | ----- | ------ | ----- | ------------- | ----- | ------------- | ---------------- |
| 1. | USA Perpignan          | 6      | 4     | 1      | 1     | 196:112       | + 84  | 4             | 22               |
| 2. | Leicester Tigers       | 6      | 4     | 1      | 1     | 215:118       | + 97  | 4             | 22               |
| 3. | Scarlets               | 6      | 3     | 0      | 3     | 149:191       | − 42  | 3             | 15               |
| 4. | Benetton Rugby Treviso | 6      | 0     | 0      | 6     | 109:248       | − 139 | 1             | 1                |

Perpignan klassierte sich aufgrund der besseren Ergebnisse in den Direktbegegnungen vor den Leicester Tigers.
| 9. Oktober 2010 14:30 MESZ | Benetton Rugby Treviso | 29 : 34 | Leicester Tigers | Stadio Comunale di Monigo, Treviso Zuschauer: 5.800 |
| 9. Oktober 2010 14:30 MESZ | Bericht                |         |                  | Stadio Comunale di Monigo, Treviso Zuschauer: 5.800 |

| 9. Oktober 2010 15:30 WESZ | Scarlets | 43 : 34 | USA Perpignan | Parc y Scarlets, Llanelli Zuschauer: 8.911 |
| 9. Oktober 2010 15:30 WESZ | Bericht  |         |               | Parc y Scarlets, Llanelli Zuschauer: 8.911 |

| 17. Oktober 2010 14:00 MESZ | USA Perpignan | 35 : 14 | Benetton Rugby Treviso | Stade Aimé-Giral, Perpignan Zuschauer: 11.368 |
| 17. Oktober 2010 14:00 MESZ | Bericht       |         |                        | Stade Aimé-Giral, Perpignan Zuschauer: 11.368 |

| 17. Oktober 2010 15:00 WESZ | Leicester Tigers | 46 : 10 | Scarlets | Welford Road Stadium, Leicester Zuschauer: 19.160 |
| 17. Oktober 2010 15:00 WESZ | Bericht          |         |          | Welford Road Stadium, Leicester Zuschauer: 19.160 |

| 11. Dezember 2010 14:30 MEZ | USA Perpignan | 24 : 19 | Leicester Tigers | Stade Aimé-Giral, Perpignan Zuschauer: 13.705 |
| 11. Dezember 2010 14:30 MEZ | Bericht       |         |                  | Stade Aimé-Giral, Perpignan Zuschauer: 13.705 |

| 11. Dezember 2010 17:45 WEZ | Scarlets | 35 : 27 | Benetton Rugby Treviso | Parc y Scarlets, Llanelli Zuschauer: 6.421 |
| 11. Dezember 2010 17:45 WEZ | Bericht  |         |                        | Parc y Scarlets, Llanelli Zuschauer: 6.421 |

| 18. Dezember 2010 14:30 MEZ | Benetton Rugby Treviso | 15 : 38 | Scarlets | Stadio Comunale di Monigo, Treviso Zuschauer: 3.800 |
| 18. Dezember 2010 14:30 MEZ | Bericht                |         |          | Stadio Comunale di Monigo, Treviso Zuschauer: 3.800 |

| 19. Dezember 2010 15:00 WEZ | Leicester Tigers | 22 : 22 | USA Perpignan | Welford Road Stadium, Leicester Zuschauer: 19.519 |
| 19. Dezember 2010 15:00 WEZ | Bericht          |         |               | Welford Road Stadium, Leicester Zuschauer: 19.519 |

| 15. Januar 2011 14:30 MEZ | Benetton Rugby Treviso | 9 : 44 | USA Perpignan | Stadio Comunale di Monigo, Treviso Zuschauer: 4.000 |
| 15. Januar 2011 14:30 MEZ | Bericht                |        |               | Stadio Comunale di Monigo, Treviso Zuschauer: 4.000 |

| 15. Januar 2011 17:45 WEZ | Scarlets | 18 : 32 | Leicester Tigers | Parc y Scarlets, Llanelli Zuschauer: 12.392 |
| 15. Januar 2011 17:45 WEZ | Bericht  |         |                  | Parc y Scarlets, Llanelli Zuschauer: 12.392 |

| 23. Januar 2011 14:00 WEZ | Leicester Tigers | 62 : 15 | Benetton Rugby Treviso | Welford Road Stadium, Leicester Zuschauer: 17.601 |
| 23. Januar 2011 14:00 WEZ | Bericht          |         |                        | Welford Road Stadium, Leicester Zuschauer: 17.601 |

| 23. Januar 2011 15:00 MEZ | USA Perpignan | 37 : 5 | Scarlets | Stade Aimé-Giral, Perpignan Zuschauer: 13.719 |
| 23. Januar 2011 15:00 MEZ | Bericht       |        |          | Stade Aimé-Giral, Perpignan Zuschauer: 13.719 |

### Gruppe 6
|    | Team                  | Spiele | Siege | Unent. | Ndlg. | Spiel- punkte | Diff. | Bonus- punkte | Tabellen- punkte |
| -- | --------------------- | ------ | ----- | ------ | ----- | ------------- | ----- | ------------- | ---------------- |
| 1. | Stade Toulousain      | 6      | 5     | 0      | 1     | 155:85        | + 70  | 2             | 22               |
| 2. | London Wasps          | 6      | 4     | 0      | 2     | 145:106       | + 39  | 3             | 19               |
| 3. | Glasgow Warriors      | 6      | 3     | 0      | 3     | 116:141       | − 25  | 0             | 12               |
| 4. | Newport Gwent Dragons | 6      | 0     | 0      | 6     | 77:161        | − 84  | 2             | 2                |

| 8. Oktober 2010 19:30 WESZ | Glasgow Warriors | 21 : 13 | Newport Gwent Dragons | Firhill Stadium, Glasgow Zuschauer: 2.597 |
| 8. Oktober 2010 19:30 WESZ | Bericht          |         |                       | Firhill Stadium, Glasgow Zuschauer: 2.597 |

| 10. Oktober 2010 16:00 MESZ | Stade Toulousain | 18 : 16 | London Wasps | Stadium Municipal, Toulouse Zuschauer: 26.928 |
| 10. Oktober 2010 16:00 MESZ | Bericht          |         |              | Stadium Municipal, Toulouse Zuschauer: 26.928 |

| 16. Oktober 2010 17:45 WESZ | Newport Gwent Dragons | 19 : 40 | Stade Toulousain | Rodney Parade, Newport Zuschauer: 6.401 |
| 16. Oktober 2010 17:45 WESZ | Bericht               |         |                  | Rodney Parade, Newport Zuschauer: 6.401 |

| 17. Oktober 2010 13:00 WESZ | London Wasps | 38 : 26 | Glasgow Warriors | Adams Park, High Wycombe Zuschauer: 6.759 |
| 17. Oktober 2010 13:00 WESZ | Bericht      |         |                  | Adams Park, High Wycombe Zuschauer: 6.759 |

| 10. Dezember 2010 20:00 WEZ | Glasgow Warriors | 16 : 28 | Stade Toulousain | Firhill Stadium, Glasgow Zuschauer: 2.946 |
| 10. Dezember 2010 20:00 WEZ | Bericht          |         |                  | Firhill Stadium, Glasgow Zuschauer: 2.946 |

| 12. Dezember 2010 13:00 WEZ | Newport Gwent Dragons | 16 : 23 | London Wasps | Cardiff City Stadium, Cardiff Zuschauer: 3.432 |
| 12. Dezember 2010 13:00 WEZ | Bericht               |         |              | Cardiff City Stadium, Cardiff Zuschauer: 3.432 |

Das Spiel musste aufgrund des gefrorenen Spielfeldes von Newport nach Cardiff verlegt werden.
| 19. Dezember 2010 13:00 WEZ | London Wasps | 37 : 10 | Newport Gwent Dragons | Adams Park, High Wycombe Zuschauer: 1.236 |
| 19. Dezember 2010 13:00 WEZ | Bericht      |         |                       | Adams Park, High Wycombe Zuschauer: 1.236 |

| 21. Dezember 2010 19:00 MEZ | Stade Toulousain | 36 : 10 | Glasgow Warriors | Stade Ernest-Wallon, Toulouse Zuschauer: 18.418 |
| 21. Dezember 2010 19:00 MEZ | Bericht          |         |                  | Stade Ernest-Wallon, Toulouse Zuschauer: 18.418 |

Das Spiel hätte am 18. Dezember stattfinden sollen, musste aber zweimal verschoben werden. Aufgrund heftiger Schneefälle war das Team aus Glasgow nur wenige Stunden vor dem geplanten Anpfiff in Toulouse angekommen. Die Ausrüstung, die in einem anderen Flugzeug transportiert wurde, kam noch später an, was zur zweiten Verschiebung führte.
| 15. Januar 2011 14:30 MEZ | Stade Toulousain | 17 : 3 | Newport Gwent Dragons | Stade Ernest-Wallon, Toulouse Zuschauer: 17.766 |
| 15. Januar 2011 14:30 MEZ | Bericht          |        |                       | Stade Ernest-Wallon, Toulouse Zuschauer: 17.766 |

| 16. Januar 2011 13:00 WEZ | Glasgow Warriors | 20 : 10 | London Wasps | Firhill Stadium, Glasgow Zuschauer: 2.564 |
| 16. Januar 2011 13:00 WEZ | Bericht          |         |              | Firhill Stadium, Glasgow Zuschauer: 2.564 |

| 23. Januar 2011 15:00 WEZ | Newport Gwent Dragons | 16 : 23 | Glasgow Warriors | Rodney Parade, Newport Zuschauer: 5.284 |
| 23. Januar 2011 15:00 WEZ | Bericht               |         |                  | Rodney Parade, Newport Zuschauer: 5.284 |

| 23. Januar 2011 15:00 WEZ | London Wasps | 21 : 16 | Stade Toulousain | Adams Park, High Wycombe Zuschauer: 10.014 |
| 23. Januar 2011 15:00 WEZ | Bericht      |         |                  | Adams Park, High Wycombe Zuschauer: 10.014 |

## K.-o.-Runde

### Setzliste
1. Northampton Saints
2. Leinster Rugby
3. USA Perpignan
4. Biarritz Olympique
5. Stade Toulousain
6. RC Toulon
7. Leicester Tigers
8. Ulster Rugby

### Viertelfinale
| 9. April 2011 16:30 MESZ | USA Perpignan | 29 : 25        | RC Toulon | Estadi Olímpic Lluís Companys, Barcelona Zuschauer: 55.000 Schiedsrichter: Alain Rolland (Irland) |
| 9. April 2011 16:30 MESZ | Versuche: Plante 51. erh. Freshwater 72. erh. Erhöhungen: Porical (2/2) Straftritte: Porical (5/8) 30., 38., 42., 62., 68. | (6:11) Bericht | Versuche: Smith 39. n.erh. van Niekerk 53. erh. Cibray 80. erh. Erhöhungen: Wilkinson (2/3) Straftritte: Wilkinson (2/2) 4., 36. | Estadi Olímpic Lluís Companys, Barcelona Zuschauer: 55.000 Schiedsrichter: Alain Rolland (Irland) |

| 9. April 2011 18:00 WESZ | Leinster Rugby                                                          | 17 : 10       | Leicester Tigers                                                               | Aviva Stadium, Dublin Zuschauer: 49.762 Schiedsrichter: Nigel Owens (Wales) |
| 9. April 2011 18:00 WESZ | Versuche: Nacewa 48. n.erh. Straftritte: Sexton (4/4) 3., 13., 36., 73. | (9:3) Bericht | Versuche: Hawkins 76. erh. Erhöhungen: Flood (1/1) Straftritte: Flood (1/2) 5. | Aviva Stadium, Dublin Zuschauer: 49.762 Schiedsrichter: Nigel Owens (Wales) |

| 10. April 2011 14:00 WESZ | Northampton Saints                                                                                           | 23 : 13         | Ulster Rugby                                                                                | Stadium MK, Milton Keynes Zuschauer: 21.309 Schiedsrichter: Romain Poite (Frankreich) |
| 10. April 2011 14:00 WESZ | Versuche: Tongaʻuiha 2. erh. Dickson 55. erh. Erhöhungen: Myler (2/2) Straftritte: Myler (3/5) 40., 48., 65. | (10:13) Bericht | Versuche: Trimble 32. erh. Erhöhungen: Humphreys (1/1) Straftritte: Humphreys (2/2) 7., 14. | Stadium MK, Milton Keynes Zuschauer: 21.309 Schiedsrichter: Romain Poite (Frankreich) |

| 10. April 2011 17:30 MESZ | Biarritz Olympique                                                                | 20 : 27 n. V.         | Stade Toulousain | Estadio Anoeta, San Sebastián Zuschauer: 32.051 Schiedsrichter: Wayne Barnes (England) |
| 10. April 2011 17:30 MESZ | Versuche: Bolakoro 77. n.erh. Straftritte: Yachvili (5/6) 41., 46., 57., 67., 97. | (0:17, 17:17) Bericht | Versuche: Heymans 16. erh. Médard 26. erh. Nyanga 99. erh. Erhöhungen: Skrela (2/2) Bézy (1/1) Straftritte: Skrela (2/2) 36., 83. | Estadio Anoeta, San Sebastián Zuschauer: 32.051 Schiedsrichter: Wayne Barnes (England) |

### Halbfinale
| 30. April 2011 15:30 WESZ | Leinster Rugby | 32 : 23         | Stade Toulousain | Aviva Stadium, Dublin Zuschauer: 50.573 Schiedsrichter: Dave Pearson (England) |
| 30. April 2011 15:30 WESZ | Versuche: Heaslip 29. erh. O’Driscoll 58. erh. Erhöhungen: Sexton (2/2) Straftritte: Sexton (6/6) 10., 14., 40.+, 48., 54., 80. | (16:13) Bericht | Versuche: Fritz 4. erh. Picamoles 43. erh. Erhöhungen: Skrela (2/2) Straftritte: Skrela (1/2) 37. Bézy (1/1) 75. Dropgoals: Skrela (1/1) 11. | Aviva Stadium, Dublin Zuschauer: 50.573 Schiedsrichter: Dave Pearson (England) |

| 1. Mai 2011 15:00 WESZ | Northampton Saints                                                                                      | 23 : 7         | USA Perpignan                                        | Stadium MK, Milton Keynes Zuschauer: 18.231 Schiedsrichter: George Clancy (Irland) |
| 1. Mai 2011 15:00 WESZ | Versuche: Foden 14. erh. Clarke 30. erh. Erhöhungen: Myler (2/2) Straftritte: Myler (3/5) 24., 37., 49. | (20:7) Bericht | Versuche: Guirado 39. erh. Erhöhungen: Porical (1/1) | Stadium MK, Milton Keynes Zuschauer: 18.231 Schiedsrichter: George Clancy (Irland) |

### Finale
| 21. Mai 2011 17:00 WESZ | Northampton Saints                                                                                              | 22 : 33        | Leinster Rugby | Millennium Stadium, Cardiff Zuschauer: 72.456 Schiedsrichter: Romain Poite (Frankreich) |
| 21. Mai 2011 17:00 WESZ | Versuche: Dowson 7. erh. Foden 30. erh. Hartley 39. n.erh. Erhöhungen: Myler (2/3) Straftritte: Myler (1/1) 20. | (22:6) Bericht | Versuche: Sexton (2) 43. erh., 52. erh. Hines 64. erh. Erhöhungen: Sexton (3/3) Straftritte: Sexton (4/5) 13., 35., 56., 60. | Millennium Stadium, Cardiff Zuschauer: 72.456 Schiedsrichter: Romain Poite (Frankreich) |

| 15                 | Ben Foden        |              |
| 14                 | Chris Ashton     | 77.          |
| 13                 | Jon Clarke       |              |
| 12                 | James Downey     | 66.          |
| 11                 | Paul Diggin      |              |
| 10                 | Stephen Myler    | 66.          |
| 09                 | Lee Dickson      |              |
| 08                 | Roger Wilson     | 62. 69.      |
| 07                 | Phil Dowson      | 59. bis 69.′ |
| 06                 | Calum Clark      | 27. 36.      |
| 05                 | Christian Day    | 77.          |
| 04                 | Courtney Lawes   |              |
| 03                 | Brian Mujati     | 66.          |
| 02                 | Dylan Hartley    | 69.          |
| 01                 | Soane Tongaʻuiha | 66.          |
| Auswechselspieler: |                  |              |
| 16                 | Brett Sharman    | 69.          |
| 17                 | Alex Waller      | 66.          |
| 18                 | Tom Mercey       | 27. 36. 66.  |
| 19                 | Mark Sorenson    | 77.          |
| 20                 | Mark Easter      | 62. 69.      |
| 21                 | Stuart Commins   | 77.          |
| 22                 | Shane Geraghty   | 66.          |
| 23                 | Joe Ansbro       | 66.          |

| 15                 | Isa Nacewa           |             |
| 14                 | Shane Horgan         |             |
| 13                 | Brian O’Driscoll     |             |
| 12                 | Gordon D’Arcy        | 67.         |
| 11                 | Luke Fitzgerald      |             |
| 10                 | Jonathan Sexton      | 77.         |
| 09                 | Eoin Reddan          | 71.         |
| 08                 | Jamie Heaslip        |             |
| 07                 | Sean O’Brien         | 46. 47.     |
| 06                 | Kevin McLaughlin     | 40. 46. 47. |
| 05                 | Nathan Hines         | 77.         |
| 04                 | Leo Cullen           |             |
| 03                 | Mike Ross            | 77.         |
| 02                 | Richardt Strauss     | 78.         |
| 01                 | Cian Healy           | 61.         |
| Auswechselspieler: |                      |             |
| 16                 | Jason Harris-Wright  | 78.         |
| 17                 | Heinke van der Merwe | 61.         |
| 18                 | Stan Wright          | 77.         |
| 19                 | Devin Toner          | 77.         |
| 20                 | Shane Jennings       | 40.         |
| 21                 | Isaac Boss           | 71.         |
| 22                 | Ian Madigan          | 77.         |
| 23                 | Fergus McFadden      | 67.         |

## Statistik
Quelle: Statistik ERC

### Meiste erzielte Versuche
|   | Name              | Team                   | Versuche |
| - | ----------------- | ---------------------- | -------- |
| 1 | Paul Diggin       | Northampton Saints     | 6        |
| 2 | Matt Banahan      | Bath Rugby             | 5        |
| 2 | Tommaso Benvenuti | Benetton Rugby Treviso | 5        |
| 2 | Tom Biggs         | Bath Rugby             | 5        |
| 2 | Takudzwa Ngwenya  | Biarritz Olympique     | 5        |
| 2 | Jonathan Sexton   | Leinster Rugby         | 5        |

### Meiste erzielte Punkte
|   | Name             | Team               | Punkte |
| - | ---------------- | ------------------ | ------ |
| 1 | Jonathan Sexton  | Leinster Rugby     | 138    |
| 2 | Stephen Myler    | Northampton Saints | 101    |
| 3 | David Skrela     | Stade Toulousain   | 94     |
| 4 | Jérôme Porical   | USA Perpignan      | 86     |
| 5 | Dimitri Yachvili | Biarritz Olympique | 80     |